# Rhys Ifans
Rhys Ifans (nacido como Rhys Owain Evans; Haverfordwest, Pembrokeshire; 22 de julio de 1967) es un actor y músico británico. Ganador del BAFTA al mejor actor de televisión,ha participado en películas como Notting Hill (1999), Little Nicky (2000), Hannibal Rising (2007), Nanny McPhee and the Big Bang (2010), Harry Potter y las Reliquias de la Muerte: parte 1 (2010), The Amazing Spider-Man (2012) y Spider-Man: No Way Home (2021); y en series de televisión como Elementary (2013), Berlin Station (2016) o La casa del dragón (2022-2024).

## Biografía
Ifans nació como Rhys Owain Evans en Haverfordwest el 22 de julio de 1967, el hijo de la maestra de guardería Beti-Wyn (de soltera Davies) y el maestro de escuela primaria Eurwyn Evans. Su lengua materna es el galés y ha dicho que empezó a usar la ortografía de dicho idioma en su nombre artístico, ya que su apellido Evans en galés se pronuncia Ifans.
Creció en el pueblo de Ruthin, en el norte de Gales, y recibió su educación primaria en la Ysgol Pentrecelyn School, donde su madre trabajaba como profesora.
A continuación asistió a la Ysgol Maes Garmon, un instituto de enseñanza secundaria en Mold, Flintshire. Finalmente también cursó estudios en la Royal Scottish Academy.

## Trayectoria profesional
Consiguió su primer papel relevante en la taquillera comedia romántica Notting Hill (1999), protagonizada por Julia Roberts y Hugh Grant, en la que interpretaba a Spike, el amigo de este último. Su participación en esta cinta le valió una nominación a los BAFTA al mejor actor de reparto y a los Satellite Award al mejor actor de reparto - Musical o comedia.
Ya en los años 2000 participó en películas como The Replacements (2000) con Keanu Reeves y Gene Hackman; en la exitosa comedia Little Nicky (2000) con Adam Sandler o en la comedia Human Nature (2001), con Tim Robbins.
Obtuvo pequeños papeles en películas como The Shipping News (2001), protagonizada por Kevin Spacey, en Vanity Fair (2004) junto a Reese Witherspoon; en 2004 protagonizó una película para la televisión titulada Not Only But Always y que le supuso su primer BAFTA en la categoría de mejor actor de televisión. Luego, participó como un maniático obsesivo en la película Enduring Love con los actores Daniel Craig y Samantha Morton. Más tarde, prestó su voz a la película española El sueño de una noche de San Juan (2005) y en la secuela Garfield: A Tail of Two Kitties. Por otro lado, apareció en la fracasada precuela Hannibal Rising (2007) y en la cinta de época protagonizada por Cate Blanchett Elizabeth: The Golden Age (2007), que obtuvo dos nominaciones a los Óscar.
También en 2005, protagonizó, junto a los hermanos Gallagher (Oasis), el vídeo de la canción The Importance of Being Idle, del álbum Don't Believe the Truth.
Acumuló numerosos proyectos en 2010, como Mr. Nice (2010) en la que participaban los españoles Luis Tosar y Elsa Pataky; la secuela titulada Nanny McPhee and the Big Bang (2010), en la que interpretó al villano de la película. Apareció en la superproducción Harry Potter y las Reliquias de la Muerte: parte 1 como Xenophilius Lovegood.
Además, protagoniza junto a Mickey Rourke, Bill Murray y Megan Fox el thriller Passion Play (2010). Fue también protagonista principal de la película Anonymous (2011), encarnando a Edward de Vere (de mayor), XVII Conde de Oxford, como "supuesto" auténtico autor de las obras de William Shakespeare en una versión ficticia de su vida.
En 2014 apareció en el drama romántico Serena, junto con Bradley Cooper y Jennifer Lawrence. En 2015 rodó Snowden, película dirigida por Oliver Stone sobre la vida de Edward Snowden.
Entre 2016 y 2019, hizo de Hector DeJean en la serie Berlin Station. En 2021, participó en El gran Maurice, dirigida por Craig Roberts.
En 2022 hizo su aparición en La casa del dragón, precuela de Game of Thrones, interpretando a Otto Hightower, la Mano del Rey Viserys Targaryen y posteriormente, de Aegon Targaryen.

## Vida personal
Ifans salió con la actriz Sienna Miller de 2007 a 2008; Miller había aceptado la propuesta de matrimonio de Ifans antes de romper con él. Salió con la actriz Anna Friel del 2011 al 2014.
En septiembre de 2012, Ifans se convirtió en mecenas de la Wikipedia en galés, junto con el entonces arzobispo de Gales, Barry Morgan. En 2017, Ifans se asoció con Shelter Cymru en una campaña llamada 7 maneras en que puedes acabar con la falta de vivienda. También en 2017 apoyó la compra comunitaria de Tafarn Sinc, un pub en su Pembrokeshire natal que se enfrentaba al cierre.

## Filmografía

### Filmografía destacada en cine y televisión
| Año       | Título                                             | Personaje                    |
| --------- | -------------------------------------------------- | ---------------------------- |
| 1998      | Dancing at Lughnasa                                | Gerry Evans                  |
| 1999      | Notting Hill                                       | Spike                        |
| 2000      | The Replacements                                   | Nigel Gruff #3               |
| 2000      | Little Nicky                                       | Adrian                       |
| 2000      | Kevin & Perry Go Large                             | Eyeball Paul                 |
| 2001      | Formula 51                                         | Iki                          |
| 2001      | The Shipping News                                  | Beaufield Nutbeem            |
| 2003      | Danny Deckchair - (El amor está en el aire)        | Danny Morgan                 |
| 2004      | Vanity Fair                                        | Major William Dobbin         |
| 2004      | Not Only But Always (TV)                           | Peter Cook                   |
| 2004      | Enduring Love                                      | Jed                          |
| 2005      | Chromophobia                                       | Colin                        |
| 2006      | Garfield: A Tail of Two Kitties                    | McBunny                      |
| 2007      | Hannibal Rising                                    | Vladis Grutas                |
| 2007      | Elizabeth: The Golden Age                          | Robert Reston                |
| 2007      | Four Last Songs                                    | Dickie                       |
| 2009      | The Boat That Rocked                               | Gavin Kavanagh               |
| 2010      | Mr. Nice                                           | Howard Marks                 |
| 2010      | Mr. Nobody                                         | Padre de Nemo                |
| 2010      | Nanny McPhee and the Big Bang                      | Tío Phil                     |
| 2010      | Harry Potter y las Reliquias de la Muerte: parte 1 | Xenophilius Lovegood         |
| 2010      | Passion Play                                       | Sam Adamo                    |
| 2011      | Anonymous                                          | Edward de Vere               |
| 2011      | Greenberg                                          | Ivan Schrank                 |
| 2012      | The Amazing Spider-Man                             | Dr. Curtis Connors / Lagarto |
| 2012      | The Five-Year Engagement                           | Winton Childs                |
| 2013–14   | Elementary (TV)                                    | Mycroft Holmes               |
| 2014      | Serena                                             | Galloway                     |
| 2014      | Madame Bovary                                      | Monsieur Lheureux            |
| 2015      | Snowden                                            | Corbin O'Brian               |
| 2016      | Alicia a través del espejo                         | Zanik Hightopp               |
| 2016–19   | Berlin Station (TV)                                | Hector DeJean                |
| 2018      | The Parting Glass                                  | Karl                         |
| 2019      | Official Secrets                                   | Ed Vulliamy                  |
| 2021      | El gran Maurice                                    | Keith Mackenzie              |
| 2021      | Spider-Man: No Way Home                            | Dr. Curtis Connors / Lagarto |
| 2021      | The King's Man                                     | Grigori Rasputín             |
| 2021      | Temple (TV)                                        | Gubby                        |
| 2022-act. | La casa del dragón (TV)                            | Otto Hightower               |
| 2023      | Nyad                                               | John Bartlett                |
| 2024      | Venom: El Último Baile                             | Martin Moon                  |
| TBA       | The Scurry                                         |                              |

## Premios y nominaciones
Premios BAFTA
| Año  | Categoría                       | Trabajo nominado    | Resultado |
| ---- | ------------------------------- | ------------------- | --------- |
| 2005 | Mejor actor - TV                | Not Only But Always | Ganador   |
| 2000 | BAFTA al mejor actor de reparto | Notting Hill        | Candidato |

Premios Satellite
| Año  | Categoría                                                     | Trabajo nominado | Resultado |
| ---- | ------------------------------------------------------------- | ---------------- | --------- |
| 2000 | Satellite Award al mejor actor de reparto - Musical o comedia | Notting Hill     | Candidato |